# Rhipsalis floccosa
Rhipsalis floccosa là một loài thực vật có hoa trong họ Cactaceae. Loài này được Salm-Dyck ex Pfeiff. miêu tả khoa học đầu tiên năm 1837.

## Hình ảnh

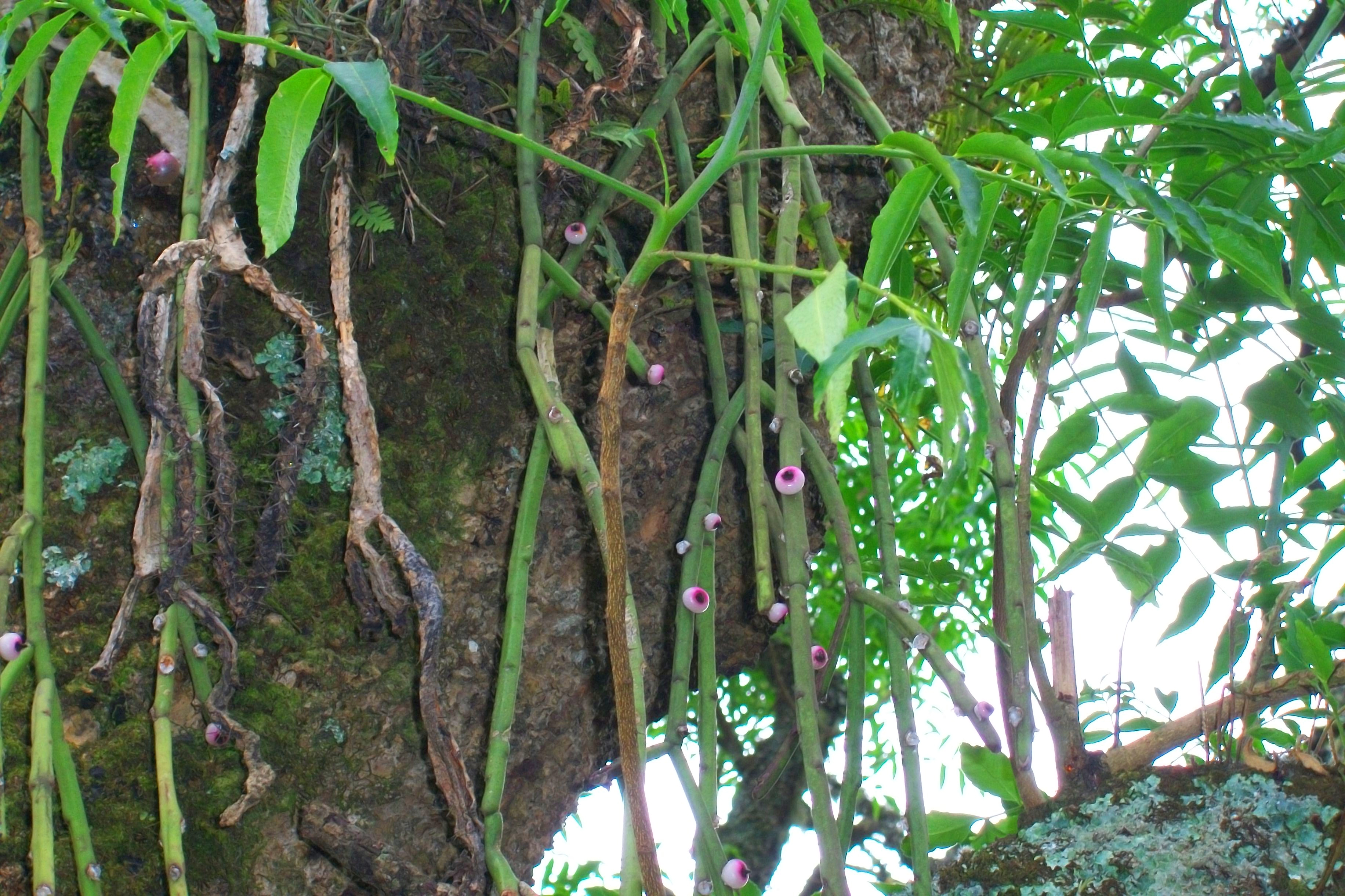
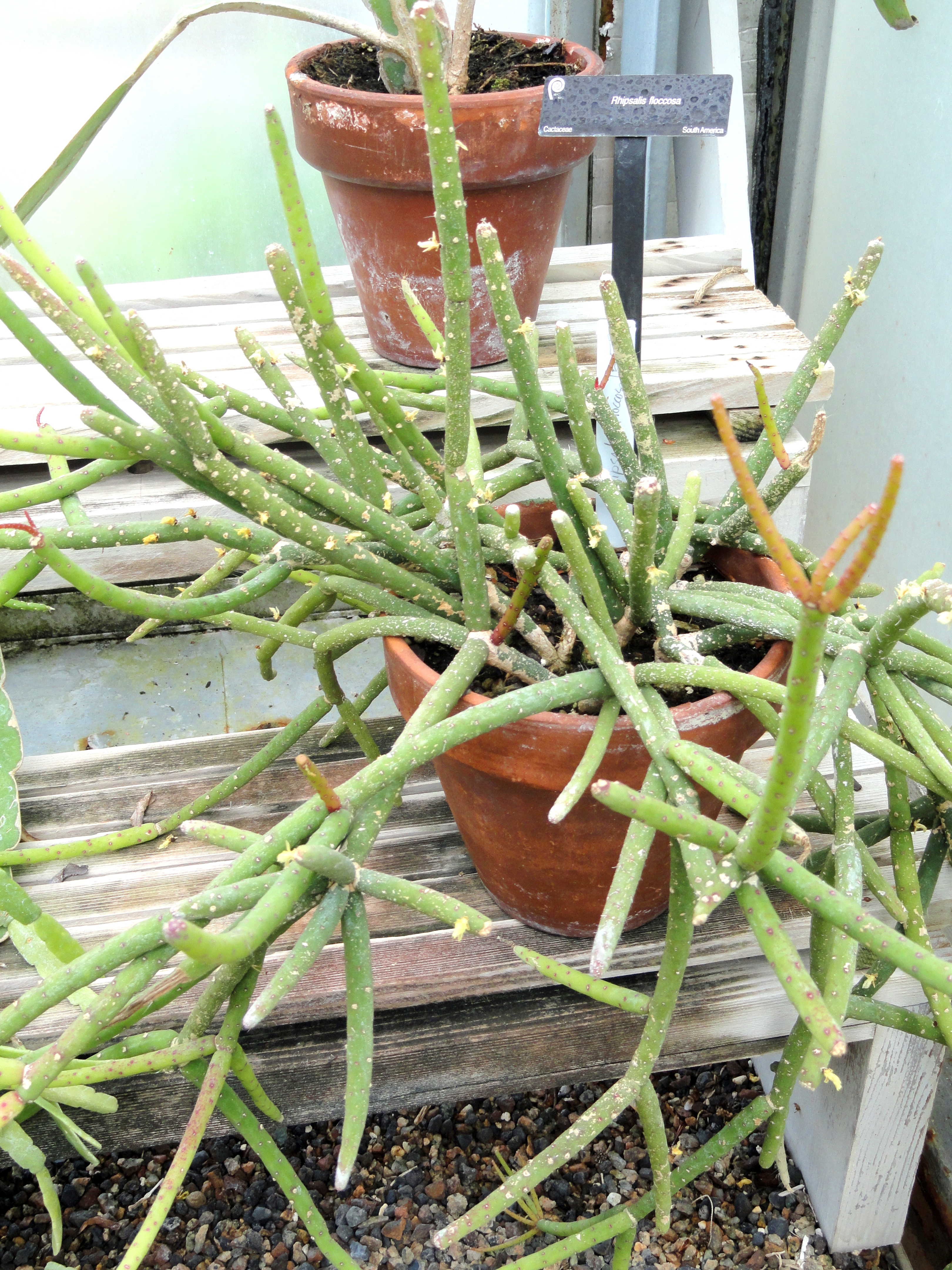